# Книга Втрачених сказань
Книга втрачених сказань (англ. The Book of Lost Tales) — перші два томи 12-томної «Історії Середзем'я» Крістофера Толкіна, що являють собою збірник ранніх творів його батька — Дж. Р. Р. Толкіна, в якому подаються й аналізуються рукописи, які є найбільш ранніми варіантами складних штучних міфів, що пізніше увійшли до складу «Сильмариліону». Кожен з переказів супроводжується нотатками і детальними коментарями Крістофера Толкіна.
Незважаючи на те, що сказання передають у цілому ту ж історію, вони істотно відрізняються від «Сильмариліону». По-перше, оповіді більш складні й деталізовані, написані в архаїчному стилі та містять безліч застарілих слів і виразів. По-друге, взаємодія різних ельфійських народів кардинально відрізняється від описаної в «Сильмариліоні»: вигнані «Нолдолі» (або «гноми», Нолдор пізніших історій) набагато раніше зазнають нищівної поразки і стають рабами ворога, якого вони так прагнули покарати; причина того, що Тінгол відчуває презирство до Берена — це те, що він «гном» (а не смертна людина) і, отже, раб Мелькора) тощо.
Хоча багато імен і назв у книзі збігаються або близькі до використаних у пізніших версіях, деякі з них зовсім не схожі на свої остаточні форми. Дж. Р. Р. Толкін досить часто міняв їх, іноді використовуючи кілька нових варіантів (у свою чергу відкинутих) в одному і тому ж рукописі. В оману  вводить те, що назва, використана для одного, пізніше використовувалася для зовсім іншого, а початкове використання відкидалося. Наприклад, народ ельфів, званий «телері» в «Книзі втрачених сказань» — не те ж саме, що в «Сильмариліоні» (див. Телері). Початкове використання слова «Телері» поступово змінювалося, поки ім'я не перетворилося на «Ваньяр», у той час як ельфів народ Солосімпі успадкував назву «Телері».
Загальний сюжет книги полягає в тому, що смертна людина відвідує острів Тол-Ересеа, де живуть ельфи. У більш ранніх версіях «Втрачених сказань» цю людину звуть Еріол (ім'я невідомого північноєвропейського походження), в більш пізніх версіях його звуть Ельфвін (англ. Elfwine) і він англієць, що живе у Середньовіччі.
У книзі можна помітити набагато більше змін, вона не завжди несуперечлива, частково через те, що навіть у процесі її написання Толкін починав переписувати більш ранні фрагменти, оскільки його погляди на світ змінювалися. Сказання в результаті були залишені недописаними, але пізніше були відроджені як частина «Начерків міфології», що стали «Сильмариліоном».
Для публікації книгу розбили на два томи: «Книга втрачених сказань», том 1 (1983) і «Книга втрачених сказань», том 2 (1984), але такий розподіл було застосовано виключно за пропозицією редакції. Обидва томи разом можна розділити на кілька «втрачених сказань».

## Зміст першого тому
- «Хижа втраченої гри» — основоположна для сюжету історія;
- «Музика Айнур» — перша версія того, що згодом стало Айнуліндале;
- «Прихід Валар і будівництво Валінору» — згодом «Валаквента» і перші розділи «Квенти Сильмариліон»;
- «Сковування Мелко» (Мелко — більш ранній варіант імені Мелькора);
- «Прихід ельфів і створення Кора» (Кор (англ. Kôr) — це пізніший Тіріон і пагорб Туна, на якому він побудований);
- «Викрадення Мелко і затемнення Валінору»;
- «Втеча Нолдолі» (Нолдолі — ельфи, пізніше називалися Нолдор);
- «Історія Сонця і Місяця»;
- «Утаємничення Валінору»;
- «Історія Гілфанона: праці Нолдолі і прихід Людей».

## Зміст другого тому
- «Легенда про Тінувіель» — перша версія історії Берена і Лютіен;
- «Турамбар і Фоалоке» — перша версія саги про Туріна;
- «Падіння Гондоліну» — єдиний повний виклад падіння Гондоліну;
- «Науглафрінг» — «втрачена» історія про намисто гномів, згодом названоме Наугламір;
- «Легенда про Еарендела» — єдиний повний виклад подорожі Еаренділа;
- «Історія Еріола й Ельфвіна і кінець сказань» — есе про зміну в сюжеті і «ненаписані» перекази.

## Значення написів на першій сторінці
На першій сторінці кожного тому "Історії Середзем'я" можна бачити напис рунами Феанора (Тенгвар - алфавіт, вигаданий Толкіним запровадженню Високими ельфів), написану Крістофером Толкіним і коротко пояснює зміст книги. У першому томі напис свідчить:
Це перша частина Книги втрачених сказань ельфів, які Еріол Мореплавець дізнався від ельфів Тол Ересеа, Самотнього Острова в Західному океані, і згодом записав в Золоту Книгу Тавробеля. У цій книзі викладаються оповіді про Валінорі, від музики Айнур до вигнання Нолдолі і приховування Валинора. 
Напис у другому томі говорить:
Це друга частина Книги втрачених сказань ельфів, які Еріол Мореплавець дізнався від ельфів Тол Ересеа, Самотнього Острова в Західному океані, і згодом записав в Золоту Книгу Тавробеля. У цій книзі викладаються оповіді про Берена і Тінувіель, про падіння Гондоліна і про Намисто Гномів. 

## Вплив скандинавської міфології
Т. Шиппі відзначає в оповіданнях «Книги втрачених сказань» сильну схожість з образами скандинавської міфології:
Дійсно, значна частина «Книги Втрачених сказань» - це очевидні запозичення з скандинавської міфології, більш-менш англієзовані. Полон Мелкора нагадує  те, як боги Асгарду полонили і зв'язали Локі; в тому ж самому уривку Валу / ра / Тулкаса дражнять приблизно так само, як дражнили Тора в скандинавської поемі «Трімсквіта». Три ткалі, хоча імена їх - давньоанглійські слова, що позначають час, сильно нагадують скандинавські норн, яких звали Уртр, Вертанді і Скальд (або Минуле, Сьогодення, Майбуття); драконівське серце, прокляття гнома і гном 'яче намисто з другого тому «Книги Втрачених сказань» - все має очевидні аналогії в «Еддах». Однак знов - таки всі ці паралелі лише вказують, як важко створити «міфологію для Англії» на чисто англійському матеріалі!